# Rai Coast jezici
Rai Coast jezici, skupina papuanskih jezika velike transnovogvinejske porodice, uže porodice madang. Po starijoj klasifikaciji obuhvaćaja je 29, a po novijoj 31 jezik unutar 7 podskupina. Skupini su dodani jezici Biyom-Tauya koji su nekada klasificirani u brahman jezike. Predstavnici su:
a. Biyom-Tauya (2): biyom [bpm], tauya [tya]
b. Evapia (5): asas [asd], dumpu [wtf], kesawai [xes], sausi [ssj], sinsauru [snz]
c. Kabenau (5): arawum [awm], kolom [klm], lemio [lei], pulabu [pup], siroi [ssd]
d. Mindjim (4): anjam [boj], bongu [bpu], male [mdc], sam [snx]
e. Nuru (7): duduela [duk], jilim [jil], kwato [kop], ogea [eri], Rerau [rea], uya [usu], yangulam [ynl]
f. Peka (4): danaru [dnr], sop [urw], sumau [six], urigina [urg]
g. Yaganon (4): dumun [dui], ganglau [ggl], saep [spd], yabong [ybo]

## Vanjske poveznice
- Ethnologue (14th)
- Ethnologue (15th)